# Palma Loma
Palma Loma es un barrio de la ciudad de Luque - Paraguay, surgido oficialmente en 1978 por iniciativa de la empresa de construcciones Lupa S.A.C.I.F.I.C.. El barrio se encuentra a unos 15 kilómetros del microcentro de Asunción.
Para los extranjeros no residentes en el Paraguay es bueno recalcar que Luque es una ciudad dedicada a las artesanías en oro y plata y que Palma Loma se encuentra en una lomada, en las cercanías del Comando de la Fuerza Aérea Paraguaya. La zona está a 7 minutos en auto de la principal estación aérea del país.
Palma Loma, de barrio dormitorio pasó a ser un sitio con mucha actividad diaria con bellas nuevas residencias y varias instituciones de enseñanza, dos son las tradicionales y que llevan muchos años de funcionamiento. Estas se llaman Adrián Jara (del estado) y Gabriela Mistral(privada).
El barrio se encuentra a 15 cuadras de la ruta que conecta a Asunción. El tramo de unión está totalmente pavimentado con cemento y asfalto. Tiene dos plazas, dos centros deportivos para la práctica del fútbol y dos templos religiosos.

## Historia.
En 1975 la empresa Kostianosky-Rubin Asociados adquiere en la ciudad de Luque el terreno necesario para comenzar a construir la Urbanización Palma Loma, es así que contrata a obreros y arquitectos para concretar la construcción de por lo menos 500 casas. Otros socios de la empresa LUPA S.A.C.I.F.I.C. fueron los señores Juan Ozuna y Gerardo Russomando.
Al siguiente año, 1976, se empieza al empedrar el 100% de las calles de la urbanización, este proceso llevó casi todo el año. El lugar también debía contar con luz eléctrica y agua corriente, esto se concretó en 1977, cuando ya varias casas estaban habitadas por sus nuevos propietarios.
En el año 1978, terminaron las obras y todas las casas estaban vendidas gracias a la gran publicidad en los periódicos de la época. Para ese entonces Palma Loma era la urbanización más grande de Luque en cuanto a dimensión, construcción y servicios (luz, agua corriente, etc).
El centro de Luque y alrededores eran las únicas zonas de la ciudad que contaban con luz eléctrica y agua corriente a la vez. Es por eso que Palma Loma era un barrio moderno y avanzado ya en esa época además por las bellas casas de material con las que contaba, pues en las afueras del barrio todo era bosque y campo, las pocas casas que había eran de madera y muy distanciada una de otras, pues todo era campo y por supuesto no contaban con luz, agua corriente ni Baño moderno. Estas zonas utilizaban las populares letrinas y para en consumo de agua poseían el pozo artesiano.

## Tipos y costos de las casas.
| Tipo | Comodidades                                         | Cuotas    | Plazo    | Total a pagar | En USD |
| ---- | --------------------------------------------------- | --------- | -------- | ------------- | ------ |
| A    | Sala pequeña, baño moderno, cocina, 2 habitaciones. | Gs. 13000 | 15 años. | Gs. 2340000   | $ 461  |
| B    | Sala amplia, baño moderno, cocina, 2 habitaciones.  | Gs. 16000 | 15 años. | Gs. 2880000   | $ 567  |
| C    | Sala amplia, baño moderno, cocina, 3 habitaciones.  | Gs. 18000 | 15 años. | Gs. 3240000   | $ 638  |

La empresa La lupa S.A.C.I.F.I.C., construyó tres tipos de casas: 
- Tipo A.
- Tipo B.
- Tipo C.

Los tres tipos con distintos costos y comodidades para la elección de sus clientes de acuerdo a sus posibilidades económicas. Las viviendas fueron construidas con materiales cocidos de calidad. La única casa del tipo C construida como muestra que fue vendida, fue adquirida por el señor Antonio Martín (entre las calles Mereles y Coronel Alén)
Muchos clientes que pagaban las cuotas de sus casas dejaron de hacerlo con el transcurso de los años, por lo que los propietarios de la urbanización decidieron vender todo a "Ahorros Paraguayos" (Banco que hipotecó las viviendas).

## Instituciones educativas
La educación es un aspecto importante en cualquier sociedad, las principales instituciones con las que cuenta el barrio son dos, que llevan una trayectoria de alrededor de 30 años cada una. Ellas son la Escuela Básica General de Primera División Adrián Jara (pública) y el Colegio Gabriela Mistral (privada).

### Escuela Básica General de Primera División Adrián Jara
Entre los años 1977 y 1978 se conformó la primera Comisión Vecinal de Palma Loma, siendo el presidente Roque Giangreco y secretario el señor José Felix Barreto. El objetivo de esta comisión era la construcción de una escuela para la comunidad, luego de mucho trabajo y actividades realizadas para recaudar los fondos este objetivo se logró en 1979.
La nueva Escuela de Palma Loma empezó a funcionar primeramente frente a lo que es hoy el Puesto Policial ubicada en la Plaza Central. Tiempo después la escuela se mudó a un terreno más amplio donde funciona desde entonces con el nombre de Escuela Básica General de Primera División Adrián Jara.
La Institución es de carácter pública, cuenta con jardín, preescolar y Educación Escolar Básica (del primer grado al noveno grado). El local tiene todas las comodidades, aulas con sillas, pupitres, pizarrón, libros, ventiladores, baños modernos femenino y masculino, escenario y un amplio tinglado multi uso, donde la institución realiza anualmente grandes festivales con destacados artistas a nivel nacional.
Llamativamente la mayoría de los estudiantes son residentes de otros barrios y el resto son residentes de Palma Loma. La escuela está ubicada en el límite con Cuarto Barrio entre las calles Claudio Arrúa c/ José Martí.

### Colegio Privado Gabriela Mistral
En el año 1980 la Lic. Cristina Miranda de Plate fundó el primer colegio privado de Palma Loma, que desde entonces sigue funcionando. A partir de la década del 90 la mayoría de sus estudiante son residentes del barrio y la otra pequeña parte de las afueras, al contrario de la escuela Adrián Jara.
El Colegio Gabriela Mistral en estos 30 años se ha ganado un gran prestigio en la comunidad por la alta calidad de enseñanza. El colegio cuenta con jardín, preescolar, Educación Escolar Básica (del primero al noveno grado) y en el área media con el Bachiller Humanístico, Bachillerato Técnico en Contabilidad, Bachillerato Técnico en Administración de Empresas y el Bachillerato Técnico en Informática.
Posee una moderna infraestructura, aulas confortables, climatizadas, pizarrón, sillas con pupitres, armarios, biblioteca, baños modernos (masculino - femenino). Además cuenta con un calificado plantel docente.
La dirección está a cargo desde su fundación por la Lic. Cristina Miranda de Plate. La institución está ubicada en el límite norte con Cuarto Barrio entre las calles Matias Delgado c/ Juan de Mena.

## Límites
- Originalmente el barrio está limitado al norte por la calle: Juan de Mena (Cuarto barrio).
- Al sur por la calle: Padre Landaire (Punta Carreta).
- Al este por la calle: José Martí (Cuarto barrio).
- Al oeste por la calle: Coronel Paulino Alén  (Gral. Caballero, compañía Campo Grande).

## Geografía
Palma Loma se encuentra a unos 15 Kilómetros del microcentro de Asunción, capital del Paraguay, en el Departamento Central en la Región Oriental del país.
El barrio se ubica en una gran altura en comparación con otros barrios, es por eso que en días de muchas lluvias, no tiene problemas de estancamiento de aguas o inundaciones, ya que por su altura toda el agua baja a los otros barrios más bajos (Punta Carreta y Gral Caballero), donde sí ocasiona leves inundaciones.

## Cerca de todo
- El barrio está a tan solo 7 minutos (en automóvil) del Aeropuerto Internacional Silvio Pettirossi, la principal estación aérea de la república.

- A solo 8 minutos (en automóvil) del microcentro de la ciudad de Luque (Paraguay)

- También a 6 minutos (en automóvil) de la Confederación Sudamericana de Fútbol y el recientemente inaugurado Museo y Centro de convenciones de la CONMEBOL.

- Además a 5 minutos (en automóvil) de la Fuerza Aérea Paraguaya.

## Transportes
En 1977, cuando la urbanización aún no estaba terminada y ya había personas viviendo en algunas casas, los padres de familia debían caminar 1 Kilómetro hasta llegar a la ruta General Elizardo Aquino para poder tomar algún ómnibus que los lleve a sus lugares de trabajo. 
Una mañana de domingo del año 1978, ingresó la primera empresa de transporte público en el barrio, la Línea 24, estas unidades ingresaron en caravana a la urbanización con bocinazos de por medio, poniendo así fin a las largas caminatas que debían sufrir los residentes. Su itinerario era desde la ciudad de Luque hasta el centro de Asunción. Esta línea de colectivo dejó de circular por Palma Loma en la década de 1990.
Con el transcurrir de los años se fueron sumando otras líneas de colectivo como la Línea 61 "Virgencita de Caacupé" (dejó de funcionar en el año 2002), la Línea 54 "Ciudad de Limpio" (dejó de funcionar en el año 2002). Las líneas que siguen circulando por el barrio son:

### Empresa de Transportes Vanguardia, Línea 30 (Rojo)
Esta empresa posee muy pocas unidades en circulación por el barrio, pero es la más utilizada en horas de la mañana y a la noche, ya que es la única que llega hasta el centro mismo de la ciudad de Asunción. Su parada se encuentra en el barrio Bella Vista de Luque.
Su recorrido comienza desde su parada en Bella Vista cruzando por el centro de la ciudad, luego por la zona de Cuarto barrio, Palma Loma, Gral Caballero  hasta llegar a la ruta General Elizardo Aquino (ruta principal por donde circulan la mayoría de los omnibus), llegando así a la entrada de la ciudad de Asunción, donde sigue por la Av. Aviadores del Chaco, Av. San Martín, Av. Mcal Francisco Solano López, Av. Sacramento y otras avenidas hasta llegar al microcentro de la ciudad de Asunción, donde da vuelta y retorna a la ciudad de Luque

## Clima.
Clima cálido, la temperatura durante el verano va desde 21 °C a 40 °C y en el invierno desde 5 °C hasta 20 °C . 
Vientos predominantes del norte y sur. El promedio anual de precipitaciones es de 1700 mm.